# 실버플레이트
실버플레이트(Silverplate)는 제2차 세계 대전 중 맨해튼 계획에 참여한 미국 육군 항공대의 코드 참조였다. 원래 B-29 슈퍼포트리스 폭격기가 원자 무기를 투하할 수 있도록 하는 항공기 개조 프로젝트의 이름인 "실버플레이트"는 결국 프로그램의 훈련 및 작전 측면도 식별하게 되었다. 이 프로젝트의 원래 지침에는 "실버 플레이티드 프로젝트"(Silver Plated Project)라는 제목이 있었지만 계속 사용되면서 "실버플레이트"라는 용어로 단축되었다.
테스트는 1943년 8월 버지니아 달그렌에 있는 해군 시험장에서 축소 모형으로 시작되었다. 1943년 11월 "풀먼"으로 알려진 프로토타입 실버플레이트 B-29에서 수정이 시작되었으며 뮤룍 공군기지(Muroc Army Air)의 1944년 3월에 시작된 캘리포니아 현장에서 폭탄 비행 테스트에 사용되었다. 테스트 결과 폭탄과 항공기 모두에 대한 추가 수정이 이루어졌다.
17대의 생산된 실버플레이트 항공기가 1944년 8월에 주문되어 509 복합 그룹이 전투에서 비행해야 하는 항공기 유형으로 훈련하고 216 육군 항공대 기지 부대가 폭탄 구성을 테스트할 수 있도록 했다. 그 뒤를 이어 1945년 2월 509 복합 그룹의 작전용으로 주문된 28대의 항공기가 추가되었다. 이 배치에는 1945년 8월 히로시마와 나가사키의 원자폭탄에 사용된 항공기가 포함되었다. 풀먼 B-29를 포함하여 46대의 실버플레이트 B-29가 제2차 세계 대전 도중과 이후에 생산되었다. 1945년 7월에 19대의 실버플레이트 B-29가 추가로 주문되었으며, 이는 전쟁이 끝날 때부터 1947년 말까지 인도되었다. 따라서 65대의 실버플레이트 B-29가 만들어졌다.
'실버플레이트' 코드명 사용은 전쟁 후 중단되었지만 새 코드명 새들트리(Saddletree)로 수정이 계속되었다. 이 프로그램에 따라 또 다른 80대의 항공기가 개조되었다. B-29의 마지막 그룹은 1953년에 개조되었지만 더 이상 운용되지 않았다.